# Herpeperas
Herpeperas is een geslacht van vlinders van de familie spinneruilen (Erebidae), uit de onderfamilie Calpinae.

## Soorten
- H. amaniensis Pinhey, 1956
- H. atra Viette, 1962
- H. atrapex Hampson, 1926
- H. barnesi Pinhey, 1968
- H. excurvata Gaede, 1940
- H. griseoapicata Gaede, 1940
- H. hamaniensis Pinhey, 1956
- H. lavendula Hampson, 1926
- H. phoenopasta Hampson, 1926
- H. rectalis Gaede, 1940
- H. rudis (Walker, 1865)
- H. striata Hampson, 1926
- H. tanda Viette, 1962
- H. violaris Hampson, 1926